# Káptalanfa, Veszprém
Káptalanfa  este un sat în districtul Sümeg, județul Veszprém, Ungaria, având o populație de 861 de locuitori (2011). 

## Demografie
Componența etnică a satului Káptalanfa
     Maghiari (97%)
     Romi (2,4%)
     Germani (0,6%)
Componența confesională a satului Káptalanfa
     Romano-catolici (66,78%)
     Fără religie (2,9%)
     Reformați (1,74%)
     Necunoscută (28,11%)
     Luterani (0,46%)
Conform recensământului din 2011, satul Káptalanfa avea 861 de locuitori. Din punct de vedere etnic, majoritatea locuitorilor (97,0%) erau maghiari, cu o minoritate de romi (2,4%).  Din punct de vedere confesional, majoritatea locuitorilor (66,78%) erau romano-catolici, existând și minorități de persoane fără religie (2,9%) și reformați (1,74%). Pentru 28,11% din locuitori nu este cunoscută apartenența confesională.